# 蔡明亮
蔡 明亮 （ツァイ・ミンリャン、Ming-liang Tsai, 1957年10月27日 - ） は、台湾で活動する映画監督、脚本家。

## 来歴
1957年10月27日、マレーシアのクチンで生まれた。1977年、20歳の時に台湾に渡った。中国文化大学演劇科で映画と演劇を学んだ後、1984年から脚本家として活動を始め、同時にテレビドラマの演出も手がけた。
1992年、初の長編『青春神話』を発表。台湾の中時晩報主催の映画賞で最優秀作品賞を受賞。翌1993年には第6回東京国際映画祭のヤングシネマ部門ブロンズ賞を受賞した。1994年、長編2作目の『愛情萬歳』を発表。第51回ヴェネツィア国際映画祭のコンペティション部門に出品され、金獅子賞を受賞。第31回金馬奨では作品賞と監督賞を受賞した。1997年には3作目となった『河』を発表。第47回ベルリン国際映画祭で審査員グランプリを受賞。翌1998年には一部ミュージカルの要素を取り入れた『Hole-洞』を発表。第51回カンヌ国際映画祭で国際映画批評家連盟賞を受賞した。
2001年、『ふたつの時、ふたりの時間』をフランスとの合作で製作し、常連のリー・カンションの他にジャン＝ピエール・レオが出演した。2003年の『楽日』は第60回ヴェネツィア国際映画祭で国際映画批評家連盟賞を受賞した。2005年の『西瓜』では過激な性描写が話題を呼び、国内で年間興行収入第1位となる大ヒットを記録。第55回ベルリン国際映画祭でも芸術貢献賞、アルフレッド・バウアー賞、国際映画批評家連盟賞を受賞した。その後も『黒い眼のオペラ』（2006年）や『ヴィザージュ』（2009年）を発表した。
2013年、長編10作目となった『郊遊 ピクニック』を発表。第70回ヴェネツィア国際映画祭で審査員大賞を受賞し、金馬奨では19年ぶりに監督賞を受賞した。また、本作を最後に商業映画界から引退する意向を示した。
2017年、初のＶＲコンテンツ作品「家在蘭若寺」を監督したと発表した。

### 人物
ゲイであることを公言している。

## 主な監督作品

### 長編
- 青春神話 青少年哪吒 （1992年）
- 愛情萬歳 愛情萬歳 （1994年）
- 河 河流 （1997年）
- Hole-洞 洞 （1998年）
- ふたつの時、ふたりの時間 你那邊幾點 （2001年）
- 楽日 不散 （2003年）
- 西瓜 天邊一朶雲 （2005年）
- 黒い眼のオペラ 黒眼圏 （2006年）
- ヴィザージュ 臉 （2009年）
- 郊遊 ピクニック 郊遊 （2013年）
- 西遊 西遊 （2014年）
- あなたの顔 你的臉 （2018年）
- 日子 日子 （2020年）

### 短編
- 神様との会話 与神对话 （2001年） オムニバス『三人三色』の一篇
- アクアリウム Aquarium （2004年） オムニバス『ウェルカム・トゥ・サンパウロ』の一篇
- これは夢 是夢 （2007年） オムニバス『それぞれのシネマ』の一篇
- 無無眠 （2015年）

### 監督以外の作品
- 男生女相 男生女相 （1996年） 出演
- 迷子 不見 （2003年） 製作
- 台北24時 台北異想 （2009年） 出演
- 台湾新電影（ニューシネマ）時代 光陰的故事- 台灣新電影 （2014年） 出演

## 主な受賞歴
- 1993年　第6回東京国際映画祭ヤングシネマ部門ブロンズ賞　(『青春神話』)
- 1994年　第51回ヴェネツィア国際映画祭金獅子賞、国際映画評論家賞 (『愛情萬歳』)
- 1994年　第31回金馬奨監督賞 (『愛情萬歳』)
- 1997年　第47回ベルリン国際映画祭銀熊賞 (審査員グランプリ) (『河』)
- 1998年　第51回カンヌ国際映画祭国際映画批評家連盟賞 (『Hole-洞』)
- 2001年　第38回金馬奨審査員特別賞 (『ふたつの時、ふたりの時間』)
- 2001年　第46回アジア太平洋映画祭作品賞、監督賞 (『ふたつの時、ふたりの時間』)
- 2003年　第60回ヴェネツィア国際映画祭国際映画批評家連盟賞 (『楽日』)
- 2003年　第48回アジア太平洋映画祭審査員特別賞 (『楽日』)
- 2005年　第55回ベルリン国際映画祭銀熊賞 (芸術貢献賞)、アルフレッド・バウアー賞、国際映画批評家連盟賞 (『西瓜』)
- 2013年　第70回ヴェネツィア国際映画祭審査員大賞 (『郊遊 ピクニック』)
- 2013年　第50回金馬奨監督賞　(『郊遊 ピクニック』)
- 2013年　第10回ドバイ国際映画祭監督賞(アジアアフリカ長編部門)　(『郊遊 ピクニック』)
- 2013年　第17回タリン・ブラックナイト映画祭審査員特別賞　(『郊遊 ピクニック』)
- 2014年　第48回全米映画批評家協会賞最優秀未公開映画賞(Best Film Still Awaiting U.S. Distribution)　(『郊遊 ピクニック』)